# Lobamba
Lobamba este capitala legislativă a statului Eswatini. Se află la o distanță de 16 km de Mbabane, pe râul Ezulwini.
În oraș se găsesc Embo State Palace, Kraalul Regal, Muzeul Național Swazi, Parlamentul și un muzeu dedicat regelui Sobhuza II.